# Atacama Large Millimeter Array
Atacama Large Millimeter Array (ALMA; «Атакамская большая [антенная] решётка миллиметрового диапазона») — комплекс радиотелескопов, расположенный в чилийской пустыне Атакама, который наблюдает электромагнитное излучение с миллиметровой и субмиллиметровой длиной волны. Комплекс построен на высоте 5000 м на плато Чайнантор, недалеко от обсерватории плато Чаxнантор и Atacama Pathfinder Experiment. Это место было выбрано из-за его большой высоты и низкой влажности, что имеют решающее значение для снижения шума и уменьшения затухания сигнала из-за атмосферы Земли.
ALMA начал научные наблюдения во второй половине 2011 года, первые изображения были опубликованы в прессе 3 октября 2011 года. Комплекс был полностью готов к работе с марта 2013 года.

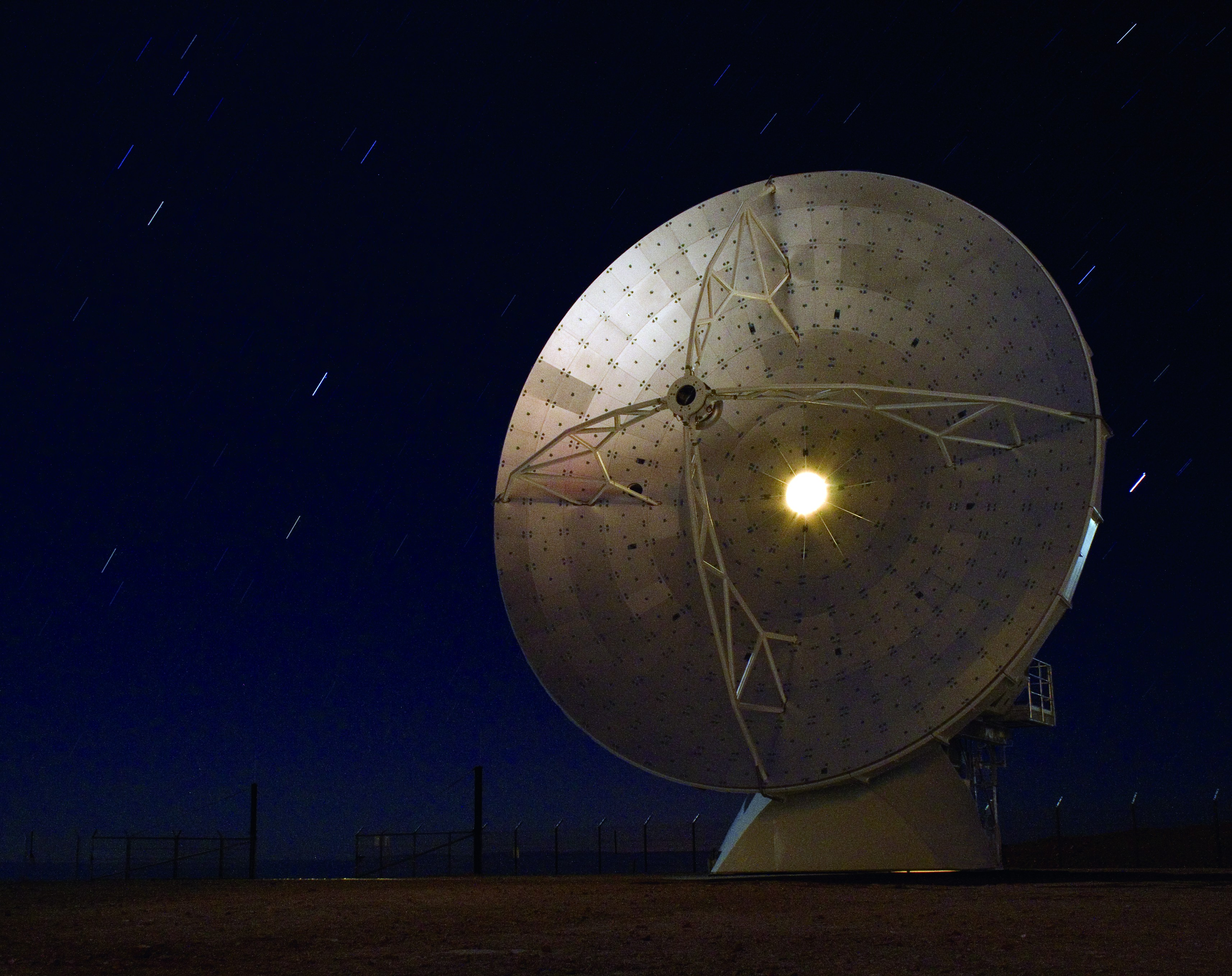
Одна из радиоантенн, установленных на территории комплекса

## Строительство
Первый телескоп был доставлен в 2008 году. 27 июля 2011 года была доставлена 16-я антенна и завершена сборка минимальной конфигурации для начала исследований. Во второй половине 2011 года были произведены первые наблюдения, в частности — звезды Фомальгаут.
13 марта 2013 года состоялась официальная церемония открытия обсерватории с установленными 59 радиоантеннами. 1 октября 2013 года было объявлено о доставке последней, 66-й антенны на плато Чахнантор, после чего все антенны были объединены в единый телескоп, первые снимки с которого были получены в конце 2013 года.
Комплекс имеет 66 антенн (54 антенны диаметром 12 м, и 12 антенн диаметром 7 м), объединённых в единый астрономический радиоинтерферометр. Для математической обработки данных со всех антенн (см. Радиоинтерферометрия со сверхдлинными базами) на станции установлен специализированный суперкомпьютер — коррелятор, способный выполнять 17 квадриллионов операций в секунду.

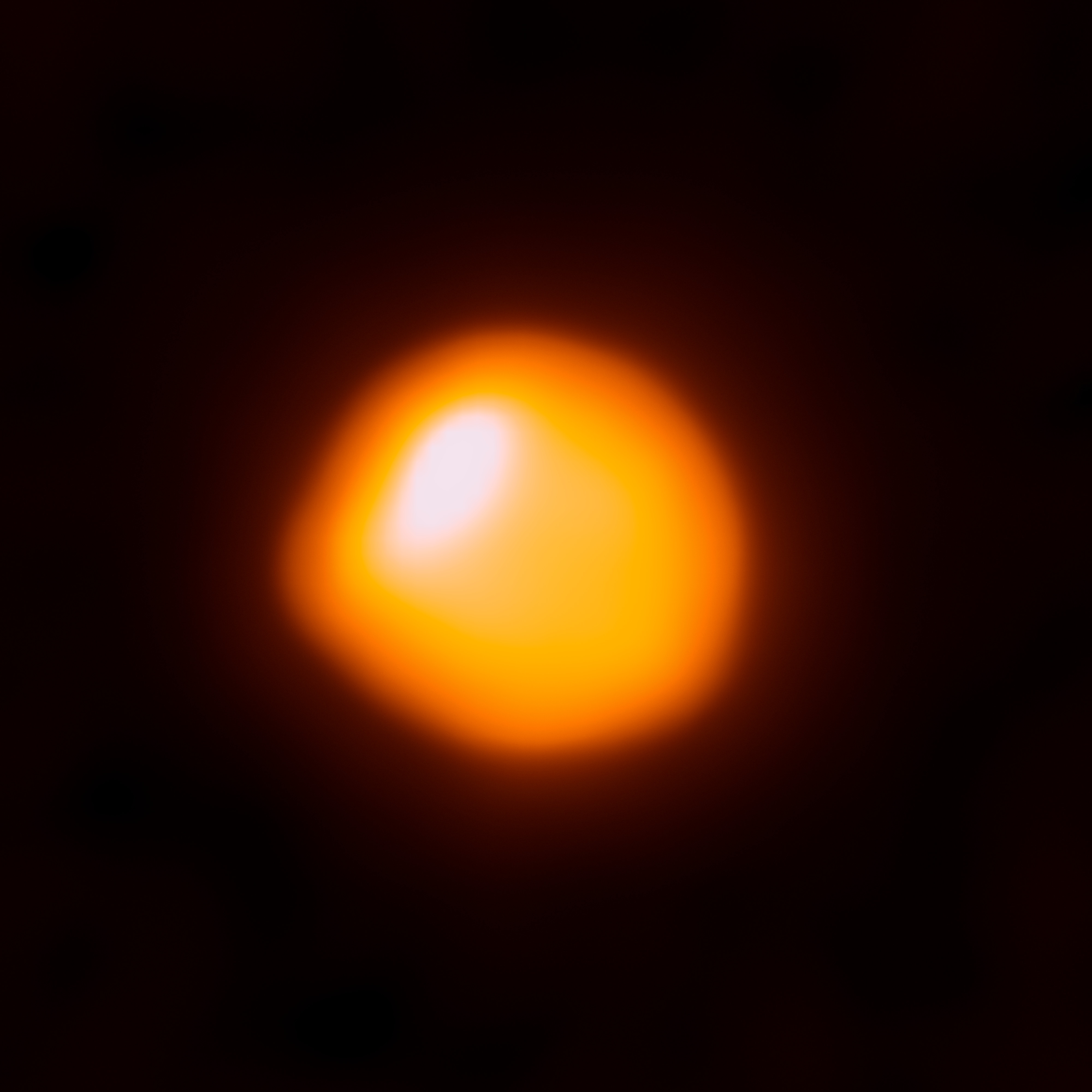
Детальное изображение нижней хромосферы Бетельгейзе, полученное наблюдением в субмиллиметровом диапазоне в июне 2017 года на ALMA.

Детальное изображение R Зайца, полученное наблюдением в субмиллиметровом диапазоне на ALMA с самым высоким разрешением, когда-либо полученным с помощью ALMA. Субмиллиметровое излучение поверхности звезды показано оранжевым цветом, а излучение мазера на цианистом водороде на частоте 891 ГГц синим цветом, ноябрь 2023 года.

## Задачи
Телескоп предназначен для изучения процессов, происходивших на протяжении первых сотен миллионов лет после Большого Взрыва, когда формировалось первое поколение звёзд. С его помощью планируется получить новые данные, объясняющие механизмы эволюции Вселенной.

## Финансирование
Первоначально ALMA являлась общим проектом Европейской южной обсерватории и Национальной радиоастрономической обсерватории (США). Комплекс был расширен при помощи партнёров из Японии, Тайваня и Чили. ALMA является самым большим и самым дорогим астрономическим проектом, базирующимся на Земле. Стоимость проекта оценивается в 1,5 миллиарда долларов.
Партнёры:
- Европейская южная обсерватория
- Национальный научный фонд США (через Национальную радиоастрономическую обсерваторию)
- Национальный научно-исследовательский совет Канады
- Национальная астрономическая обсерватория Японии
- Институт астрономии и астрофизики Академии Синика (англ.[англ.]) (ASIAA)
- Республика Чили

## Работа комплекса
В декабре 2015 года было объявлено, что комплекс ALMA обнаружил новый объект Солнечной системы, предположительно самый удалённый от Солнца из известных на момент открытия.
В марте 2017 года появилась публикация о том, что при помощи комплекса ALMA астрономы зарегистрировали гигантские массы светящейся межзвездной пыли в галактике A2744 YD4 с красным смещением, соответствующим всего четырём процентам нынешнего возраста Вселенной (z=8,38).
19 июня 2017 года с помощью комплекса ALMA удалось получить самое детальное на сегодняшний день изображение поверхности звезды, отличной от Солнца, — красного сверхгиганта Бетельгейзе.
14 ноября 2023 года с помощью комплекса, ALMA удалось получить самое детальное на сегодняшний день изображение звезды на заключительной стадии своей эволюции, звезды R Зайца, и изображение с самым высоким разрешением, когда-либо полученным с помощью ALMA. Его угловое разрешение составляет 5 угловых миллисекунд, что эквивалентно наблюдению за 10-метровым автобусом на Луне. Это было достигнуто с использованием нового метода калибровки, в этом так называемом междиапазонном методе, атмосферные колебания компенсируются путем наблюдения за ближайшим калибратором в низкочастотных радиоволнах, в то время как цель наблюдается с помощью высокочастотных радиоволн, и конфигурации радиотелескопов с максимальной длиной «плеча» 16 км. Наблюдения показывают, что звезда окружена кольцевой структурой из газа, который уходит из звезды в окружающее пространство.